# Ofensiva del sur de Siria de 2024
A partir del 29 de noviembre de 2024, grupos de oposición del sur de Siria comenzaron a realizar ataques en las gobernaciones de Daraa y As-Suwayda, en el sur de Siria, a lo largo de la frontera del país con Jordania . La ofensiva fue anunciada públicamente como un esfuerzo de la Sala de Operaciones Sur coordinado con la ofensiva del Noroeste de Siria para implementar un avance de múltiples frentes hacia Damasco . Las Fuerzas Armadas Sirias se retiraron de sus posiciones alrededor de la ciudad de Daraa para reforzar Damasco, pero no ofrecieron resistencia allí, y los grupos de oposición del sur tomaron Damasco en las primeras horas del 8 de diciembre, poco antes de la llegada de los grupos de oposición del norte más tarde ese día.

## Antecedentes
Desde julio de 2018, Daraa estaba oficialmente bajo control gubernamental tras un acuerdo de conciliación mediado por Rusia . Sin embargo, la autoridad gubernamental completa en la región siguió siendo cuestionada, particularmente en Daraa al-Balad y las zonas rurales occidentales. 

## Preparativos
Tras el inicio de la ofensiva en el noroeste de Siria, las fuerzas rebeldes sirias en el sur del país publicaron un anuncio público atribuido a los "Revolucionarios y Hombres Libres de la Región Oriental de Hauran ", declarando planes para coordinar actividades militares con grupos de oposición del norte. Los grupos rebeldes pretendían implementar un plan de movimiento de pinza, apuntando específicamente a Damasco con presión simultánea de las fuerzas de oposición del norte y del sur. El movimiento de oposición del sur, centrado en la provincia de Daraa, estableció un marco militar coordinado que involucra a múltiples facciones. El medio de comunicación local Daraa 24 informó sobre planes para realizar operaciones selectivas contra instalaciones militares gubernamentales y puestos de control en la región.  
A partir del 29 de noviembre de 2024, los grupos rebeldes iniciaron operaciones contra instalaciones del gobierno sirio en toda la región sur, con especial atención a las gobernaciones de Daraa y As-Suwayda. Estas actividades se dirigieron principalmente a la infraestructura de seguridad del gobierno, incluidos los puestos de control militares y las posiciones del aparato de seguridad.   En Inkhil, al norte de Daraa, las fuerzas de la oposición sitiaron el Centro de Seguridad del Estado. La actividad simultánea incluyó un ataque con cohetes contra las instalaciones de inteligencia de la Fuerza Aérea en Suwayda .  
Según el Observatorio Sirio de Derechos Humanos (SOHR), combatientes no identificados dispararon contra personal militar leal de las Fuerzas Armadas Sirias (SAF) cerca de la ciudad de Om Shama, en la región oriental de la Gobernación de Suwayda, lo que provocó la muerte de un primer teniente de las SAF de Tartus y heridas a otros dos miembros del servicio.  El 30 de noviembre, otro primer teniente de las SAF y tres miembros de una tribu beduina fueron asesinados a tiros por combatientes enemigos, según SOHR.  SOHR también dijo que un comandante de un grupo armado local murió por disparos en Tafas, en el oeste de Daraa, mientras que otro resultó herido. 
El 30 de noviembre de 2024, las Fuerzas Armadas Sirias implementaron un importante despliegue militar en Daraa, una ciudad estratégica en el sur de Siria. Los líderes militares confirmaron el despliegue como parte de las operaciones de seguridad nacional en curso, específicamente destinadas a abordar las preocupaciones relacionadas con las organizaciones militantes que operan dentro de los territorios del sur de Siria. El Comando General de las Fuerzas Armadas Sirias emitió un comunicado oficial sobre la operación y anunció que las fuerzas armadas estaban ejecutando contrarrespuestas para combatir a las "entidades terroristas" en la región. 

## Ofensiva
El 6 de diciembre de 2024, varias ciudades de la gobernación de Daraa, incluidas Ghabagheb, al-Jiza, al-Ghariyah al-Sharqiyah, Inkhil, Barqa, Jasim, Namir y Simlin, junto con el cruce fronterizo de Nasib, quedaron bajo el control de las fuerzas locales.   Además, más ciudades, incluidas Busra al-Harir, Nawa, Mahajjah, así como toda la región fronteriza jordana, cayeron completamente bajo el control rebelde. 
Los rebeldes afirmaron haber tomado el control de la Brigada 52, la segunda base militar gubernamental más grande en la provincia de Daraa, después de intercambiar disparos con las fuerzas del régimen en la base y en la cercana ciudad de al-Hirak .  Al final del día, los rebeldes lograron asegurar completamente la ciudad de Daraa además de Izra por primera vez desde el comienzo de la guerra civil. 
En Suwayda, los manifestantes lograron controlar completamente la ciudad al asegurar sitios militares y de seguridad, incluida la prisión central, la sede de la rama del Partido Baath, la sede de la policía y muchos puestos de control militares.   Ese mismo día, cuatro civiles murieron en incidentes separados. 
A principios del 7 de diciembre, los rebeldes habían capturado el 90% de la Gobernación de Daraa, con excepción de Sanamayn, y habían concedido paso seguro a las fuerzas pro gubernamentales hacia Damasco .  Más tarde esa mañana, los rebeldes también tomaron la Gobernación de Quneitra después de que las fuerzas pro gubernamentales se retiraran hacia Damasco.  Ese día, el ejército israelí ayudó a la FNUOS a repeler un ataque. 
Un comandante del HTS declaró que sus fuerzas estaban a menos de 20 kilómetros de la puerta sur de Damasco después de capturar Al-Sanamayn. Los medios estatales sirios informaron sobre el lanzamiento de misiles balísticos desde Damasco hacia Daraa.  
El 7 de diciembre de 2024, seis civiles murieron a causa de los bombardeos del SAA en Daraa.

## Secuelas
Tras la caída de Damasco el 8 de diciembre, las Fuerzas de Defensa de Israel (FDI) crearon una zona de amortiguación con presencia militar adicional en los Altos del Golán, por primera vez desde 1974.  Las FDI también tomaron posiciones en el lado sirio del Monte Hermón . 
El 11 de diciembre, el líder del HTS , Ahmed al-Sharaa, se reunió con rebeldes que participaron en la ofensiva del sur de Siria. 

## Reacciones
- Jordania cerró el paso fronterizo de Nasib en respuesta a la escalada militar en el sur de Siria.[30]
- Israel: .Reforzó la División 201 y desplegó tropas adicionales en los Altos del Golán.[31]
- El ex predicador de la mezquita Daraa Omari y líder religioso, Sheikh Ahmed Al-Sayasneh, apoyó la campaña militar de la oposición como una respuesta necesaria a las acciones de las fuerzas gubernamentales y las milicias afiliadas a Irán.[32]